# Neobethelium
Neobethelium is een kevergeslacht uit de familie van de boktorren (Cerambycidae). De wetenschappelijke naam van het geslacht werd voor het eerst geldig gepubliceerd in 1894 door Blackburn.

## Soorten
Neobethelium is monotypisch en omvat slechts de volgende soort:
- Neobethelium megacephalum Blackburn, 1894